# アジアハイウェイ3号線
 アジアハイウェイ3号線（アジアハイウェイ3ごうせん）は、アジアハイウェイ網の路線の一つで、総延長は7,331kmである。
ロシア鉄道およびアジアハイウェイ6号線の通過地のロシア連邦ウラン・ウデを北の起点とし、南進する。キャフタ付近でロシア連邦・モンゴル国国境を跨ぎ、首都ウランバートルを通過し、エレンホト付近でモンゴル国・中華人民共和国国境を跨ぐ。中華人民共和国においては、内モンゴルを南に縦断し、北京付近でアジアハイウェイ1号線と交差し、天津塘沽付近でいったん途切れる。
再び上海を起点に西進し、長沙付近でアジアハイウェイ1号線と交差する。更に昆明付近でアジアハイウェイ14号線と交差し、景洪付近で西と南に分岐する。
南進する路線はモーハン口岸でラオスに入り、ラオス北端部を西に横断し、タイ王国に入る。同国のチエンラーイが終端となり、そこでアジアハイウェイ2号線と接続する。
西進する路線は打洛口岸でミャンマーに入りチャイントンが終端となり、そこでアジアハイウェイ2号線と接続する。

## 本線

### ロシア
全長219km
- A165国道 : ウラン・ウデ - キャフタ

### モンゴル
全長1,041km
- アルタンブラグ（英語版） – ダルハン – ウランバートル – ナライハ – チョイル – サインシャンド – ザミンウード – エレンホト口岸

### 中国

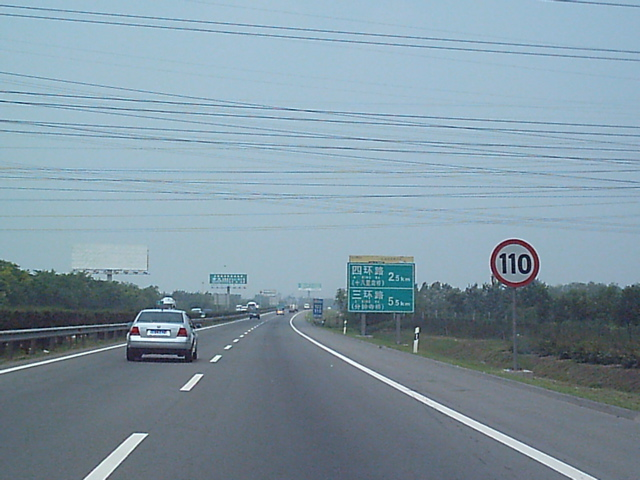
京津塘高速道路

全長3,926km
- 二広高速道路とG208国道の重複区間（G55, G208）: エレンホト口岸 - エレンホト市 - ソニド右旗
- 二広高速道路（G55）:  ソニド右旗 - ウランチャブ市
- 京蔵高速道路（G6）: ウランチャブ市 - 張家口市 - 北京市
- 京滬高速道路と京津塘高速道路の重複区間（G2、S40）: 北京市 - 廊坊市 - 天津市武清区
- 京津塘高速道路（S40）: 天津市武清区 - 天津市塘沽区

（天津～上海間は陸路の設定なし）
- 滬昆高速道路（中国語版）（G60）: 上海市  - 杭州市 - 南昌市  - 長沙市 - 貴陽市 - 昆明市
- 昆磨高速道路（中国語版）（G8511）: 昆明市 - 景洪市 - 勐臘県 - モーハン口岸
- G214国道（G214）: 景洪市 - 勐海県 - モウ混鎮
- S320省道（S320）: モウ混鎮 - 打洛口岸

### ラオス

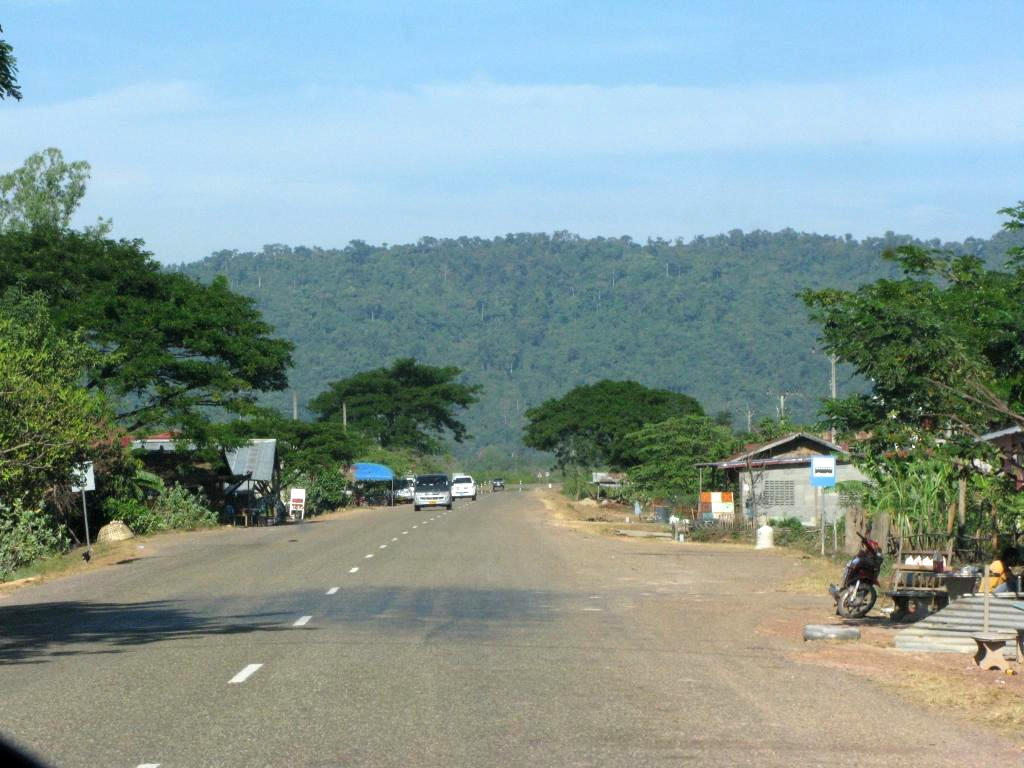
国道13号線

全長244km
- 国道13号線（英語版） : ルアンナムター県ボーテン - ナテウ - ルアンナムター
- 国道3号線（英語版） : ルアンナムター - ボーケーオ県フアイサーイ - 第4タイ・ラオス友好橋

### ミャンマー
全長93km
- 打洛口岸 – シャン州モンラ（英語版） – チャイントン （アジアハイウェイ2号線に接続）

### タイ
全長117km
- 国道1356号線（タイ語版） : 第4タイ・ラオス友好橋 - チエンラーイ県チエンコーン
- 国道1020号線（タイ語版） : チエンコーン – チエンラーイ（アジアハイウェイ2号線と接続）

## 国境
| 通過国1        | 通過国2        | 位置                                                                      |
| -------------- | -------------- | ------------------------------------------------------------------------- |
| ロシア         | モンゴル       | 北緯50度19分24.1秒 東経106度29分21.8秒 / 北緯50.323361度 東経106.489389度 |
| モンゴル       | 中華人民共和国 | 北緯43度41分22.8秒 東経111度56分28.8秒 / 北緯43.689667度 東経111.941333度 |
| 中華人民共和国 | ラオス         | 北緯21度11分03.6秒 東経101度40分51.0秒 / 北緯21.184333度 東経101.680833度 |
| ラオス         | タイ           | 北緯20度12分49.5秒 東経100度27分15.2秒 / 北緯20.213750度 東経100.454222度 |
| 中華人民共和国 | ミャンマー     | 北緯21度40分47.7秒 東経100度01分53.2秒 / 北緯21.679917度 東経100.031444度 |

## 参考資料
- Asian Highway （英語） - 国際連合アジア太平洋経済社会委員会による解説
- Asian Highway Route Map (PDF)  （英語） - 国際連合アジア太平洋経済社会委員会によるルート図
- Asian Highway Handbook (PDF)  （英語） - 国際連合アジア太平洋経済社会委員会
- アジアハイウェイ・プロジェクトの概要 - 国土交通省総合政策局
- アジアハイウェイとは - 国土交通省総合政策局